# Tri-Nations de rugby à XIII 2004
Navigation
Tri-Nations de rugby à XIII 1999 Tri-Nations de rugby à XIII 2005
L'édition 2004 du Tri-Nations de rugby à XIII s'est déroulée en Angleterre, à l'exception du premier match entre la Nouvelle-Zélande et l'Australie.
Le format de la compétition 2004 est différent de celle de 1999 car chaque équipe se rencontre les autres deux fois, lors des matchs qualificatifs. Les Lions britanniques finissent premier du groupe et rencontrent en finale les Australiens. Bien que les Kangourous écrasent les Britanniques lors de la finale, l'édition 2004 a été un succès sportif, populaire et financier.

## Résultats
- 16 octobre :  Nouvelle-Zélande 16-16  Australie (Auckland, 19 118 spectateurs)
- 23 octobre :  Australie 32-12  Nouvelle-Zélande (Londres, 16 725 spectateurs)
- 30 octobre :  Australie 12-8  Grande-Bretagne (Manchester, 38 872 spectateurs)
- 6 novembre :  Grande-Bretagne 22-12  Nouvelle-Zélande (Huddersfield, 20 372 spectateurs)
- 13 novembre :  Grande-Bretagne 24-12  Australie (Wigan, 25 004 spectateurs)
- 20 novembre :  Grande-Bretagne 26-24  Nouvelle-Zélande (Hull, 23 377 spectateurs)

## Classement
| Clas. | Équipes          | MJ | V | N | D | PP | PC | DP  | Pts |
| 1er   | Grande-Bretagne  | 4  | 3 | 0 | 1 | 80 | 60 | +20 | 6   |
| 2e    | Australie        | 4  | 2 | 1 | 1 | 72 | 60 | +12 | 5   |
| 3e    | Nouvelle-Zélande | 4  | 0 | 1 | 3 | 64 | 95 | -31 | 1   |

### Finale
(mt :  - )
Homme du match :  Darren Lockyer
Points marqués :
- Australie : 7 essais de Minichiello (2), Tonga (2), Sing, Lockyer et Mason ; 4 buts de Lockyer (6) et Fitzgibbon (2).
- Grande-Bretagne : 1 essai de Reardon.

Évolution du score : 
Arbitre :  Russell Smith
Spectateurs : 39 120
Composition des équipes :
- Australie : Anthony Minichiello - Luke Rooney, Shaun Berrigan, Willie Tonga, Matt Sing - Darren Lockyer (c), Brett Kimmorley - Shane Webcke, Danny Buderus, Petero Civoniceva, Andrew Ryan, Nathan Hindmarsh, Tonie Carroll - Craig Wing, Mark O'Meley, Craig Fitzgibbon, Willie Mason - Entraîneur : Wayne Bennett
- Grande-Bretagne : Paul Wellens - Brian Carney, Martin Gleeson, Keith Senior, Stuart Reardon - Iestyn Harris, Sean Long - Stuart Fielden, Terry Newton, Adrian Morley, Jamie Peacock, Andrew Farrell (c), Paul Sculthorpe - Danny McGuire, Paul Johnson, Ryan Bailey, Sean O'Loughlin - Entraîneur : Brian Noble